# Мертенс, Грегори
Грегори Мертенс (фр. Grégory Mertens; 2 февраля 1991, Брюссель, Бельгия — 30 апреля 2015, Генк, Бельгия) — бельгийский футболист, защитник.

## Карьера

### Клубная
Был воспитанником «Гента», но за основную команду не провёл ни одного матча.
С 2011 по 2014 год выступал за «Серкль Брюгге».
С января 2014 года был игроком «Локерена».

### Кома
27 апреля 2015 года потерял сознание во время матча чемпионата Бельгии против «Генка». У игрока была зафиксирована остановка сердца. После проведения сердечно-лёгочной реанимации Мертенса доставили в больницу и ввели в состояние искусственной комы.
Спортивный директор «Локерена» Вилли Рейндерс заявил, что у Мертенса никогда не было проблем с сердцем.
30 апреля 2015 года в больнице города Генк Мертенс скончался, не приходя в сознание.

## Клубная статистика
| Выступление      | Выступление      | Выступление      | Чемпионат | Чемпионат | Кубки | Кубки | Еврокубки | Еврокубки | Итого | Итого |
| Клуб             | Лига             | Сезон            | Игры      | Голы      | Игры  | Голы  | Игры      | Голы      | Игры  | Голы  |
| ---------------- | ---------------- | ---------------- | --------- | --------- | ----- | ----- | --------- | --------- | ----- | ----- |
| Серкль Брюгге    | Лига Жюпиле      | 2010/11          | 4         | 0         | 0     | 0     | 0         | 0         | 4     | 0     |
| Серкль Брюгге    | Лига Жюпиле      | 2011/12          | 35        | 2         | 2     | 0     | 0         | 0         | 37    | 2     |
| Серкль Брюгге    | Лига Жюпиле      | 2012/13          | 15        | 2         | 5     | 2     | 0         | 0         | 20    | 4     |
| Серкль Брюгге    | Лига Жюпиле      | 2013/14          | 19        | 1         | 3     | 0     | 0         | 0         | 22    | 1     |
| Серкль Брюгге    | Итого            | Итого            | 73        | 5         | 10    | 2     | 0         | 0         | 83    | 7     |
| Локерен          | Лига Жюпиле      | 2013/14          | 14        | 0         | 3     | 0     | 0         | 0         | 17    | 0     |
| Локерен          | Лига Жюпиле      | 2014/15          | 14        | 0         | 1     | 0     | 3         | 0         | 18    | 0     |
| Локерен          | Итого            | Итого            | 28        | 0         | 4     | 0     | 3         | 0         | 35    | 0     |
| Всего за карьеру | Всего за карьеру | Всего за карьеру | 101       | 5         | 14    | 2     | 3         | 0         | 118   | 7     |

по состоянию на 28 апреля 2015